# Turing Clubul României
Turing Clubul României (T.C.R.) a fost o organizație de turism din România înființată la 2 aprilie 1926 din inițiativa lui Mihai Haret, prin transformarea asociației Hanului Drumeților.
Scopurile asociației erau precizate în actul constitutiv și statut: „de a dezvolta turismul sub toate formele”, „de a face propagandă pentru înființarea rezervațiilor naturale în România”, „de a construi poteci și case de adăpost”, „de a edita ghiduri, hărți și orice lucrări cu conținut geografic, turistic sau științific”, „de a promova frumusețile naturale românești peste hotare pentru a atrage turiștii străini” etc.
Din primul comitet de conducere au făcut parte mari iubitori ai munților românești: Mihai Haret (președinte), Bucura Dumbravă, Emanoil Bucuța, Valeriu Pușcariu (redactor șef), Nicolae Bogdan, Ion Bianu și alții.
La 14 iulie 1931, Turing Clubul României fuzionează cu Societatea Turiștilor Români, iar doi ani mai târziu cu societatea de turism Frăția Munteană, fondată de Emil Racoviță, luând astfel ființă în Transilvania o puternică asociație, similară cu Societatea Carpatină Ardeleană din Sibiu.
T.C.R. a avut peste 4000 de membri grupați în 12 secții și filiale în țară.

## Activități
T.C.R. a avut o activitate turistică dinamică, în principal prin construirea de case de adăpost în zonele muntoase izolate: Casa Peștera (1925), terminarea Casei Omu (1926), Piscul Câinelui (1929), Casa Surul (1939), Casa Peștera (1942), Baleia și Pietrele din Munții Retezat, Cristianul Mare din masivul Postăvarul, Muntele Băișorii din Munții Apuseni, cabana Prislop din Maramureș etc., închirierea pentru uzul turiștilor a Casei Bârcaciu (1942), reamenajări și marcarea de drumuri și poteci turistice, răspândirea cunoștințelor pentru protejarea naturii, organizarea de excursii, cursuri și competiții de schi, conferințe de propagandă turistică, serbări etc.; unele secții ale T.C.R. au luat sub administrare ocrotirea unor frumuseți naturale: ghețarul de la Scărișoara, Detunata Goală, Scărița-Belioara, Valea Horoabei.
Turing Clubul României a întreținut relații de prietenie și schimb de informații cu diferite asociații de turism de peste hotare: Touring-Club de France, Touring-Club Suisse, Touring-Club de Belgique, Touring-Club Italiano, Royal Touring des Pays Bas, Touring-Club Espagnol, Club Alpin Français ș.a. În 1929 T.C.R. s-a afiliat la Alianța Internațională de Turism (AIT), cu sediul la Bruxelles.

## Lucrări editate
Sub egida T.C.R. au apărut mai multe titluri consacrate Munților Carpați: 
- Mihai Haret: Le massif de Bucegi (1931)
- Valeriu Pușcariu: Tăul Roșu (1934)
- Emil Țeposu și Valeriu Pușcariu: Case de adăpost și drumuri marcate (1942)
- Vasile I. Rusu: Valea Arieșului (1947)
- Calendarul turistic T.C.R. și Enciclopedia turistică
- hărți imprimate: Munții Bucegi, Gârbova, Masivul Postăvarul și Piatra Mare, Piatra Craiului etc.

## Desființare
Turing Clubul României, asemenea celorlalte asociații și cluburi de turism existente la acea vreme, a fost desființat prin Legea naționalizării din 11 iunie 1948, iar întreg patrimoniul său a fost trecur la Asociația Turismului Popular, aflată în proprietatea statului.